# Lijst van spelers van Sporting Charleroi
Deze lijst omvat voetballers die bij Sporting Charleroi spelen of gespeeld hebben. De spelers zijn gerangschikt volgens alfabet. Wanneer een speler gehuurd werd staat dit aangeduid met een asterisk achter het desbetreffende jaartal.

## A
- Naïm Aarab (2010-2011*)
- Carl Airey (1986-1987)
- Izzet Akgül (2004-2007)
- Joseph Akpala (2006-2008)
- Philippe Albert (1985-1989, 1999-2000)
- Amad Al Hosni (2009-2010)
- Gabriele Angella (2018-...*)
- Mohammed Aoulad (2012-2013*)
- Zlatko Arambašić (1997)
- Graham Arnold (1994-1995)
- Vicente Arze (2012-2014)
- Lokman Atasever (2002-2005)

## B
- Amara Baby (2015-2018)
- Ziguy Badibanga (2012-2013*)
- Alessio Baglio (2010-2012)
- Cyprien Baguette (2007-2013)
- Djamel Bakar (2016-2017)
- Oumar Bakari (2006-2007)
- Tibor Balog (1996-1997)
- Ousmane Bangoura (2004-2006)
- Samy Barkallah (2007-2008)
- Jacques Bastin (1938-1942)
- Olivier Baudry (1992-1993)
- Valentin Baume (2016-...)
- Chris Bedia (2016-2018)
- Cristian Benavente (2016-...)
- Tarik Bendamou (2008)
- Abdessalam Benjelloun (2008*)
- Norbert Beuls (1985-1990)
- Stéphane Biakolo (2002)
- Roberto Bisconti (2000-2001)
- Michaël Blanc (2008-2010)
- Mijuško Bojović (2011-2013)
- Viktor Bopp (2011-2013)
- Abdelliah Boukamir (2002-2004)
- Benjamin Boulanger (2015-2017, 2018-...)
- Yannick Boumsong (2003-2004)
- Rafael Bozzano (2006)
- Nico Braun (1978-1981)
- Aluspah Brewah (2000-2002)
- Maxime Brillault (2009-2011)
- Drazen Brncic (1995-1998)
- Dante Brogno (1986-2001)
- Toni Brogno (1993-1994, 2004-2006)
- Massimo Bruno (2010-2011, 2018-...)
- Gábor Bukran (1993-1997)

## C
- Giovanni Cacciatore (2004-2006)
- Daniel Calvo (2001-2003)
- Rodion Cămătaru (1989-1991)
- Carlo Camilleri Goia (1998-1999)
- Daniel Camus (2001-2002)
- Fabien Camus (2005-2009)
- Marco Casto (1989-1997)
- Sébastien Chabaud (2003-2007, 2008-2010)
- Sébastien Chabbert (2009-2010)
- Mohamed Chakouri (2008-2011)
- Serghei Chirilov (1996-1997)
- Grégory Christ (2004-2010)
- Michaël Ciani (2003-2004)
- Zoran Cilinsek (1999-2000)
- Laurent Ciman (2004-2008)
- Cédric Ciza (2010-2011)
- André Colasse (1961-1970)
- Dimitri de Condé (1999-2001)
- Stéphane Coqu (2011-2012)
- Alessandro Cordaro (2009-2011)
- Michael Cordier (2001-2004)
- Kalifa Coulibaly (2014-2015)
- Fabian Cremers (2005-2007)
- Salvatore Crimi (2014*)
- Laurie Cunningham (1987)
- Alex Czerniatynski (1977-1981)

## D
- Mohamed Daf (2013-2015)
- Greg Dalby (2007-2008)
- Dante (2006*, 2006-2007)
- Frank Defays (1999-2009)
- Chris Dekker (1977-1981)
- Carl Del Fabro (2004-2005)
- Thibaut Delplank (2011-2012)
- Dorian Dervite (2018-...)
- Yvan Desloover (1994-1996)
- Philippe Desmet (1991-1992)
- Dorian Dessoleil (2012-2013, 2015-...)
- Christophe Dessy (1989-1992)
- Thibaut Detal (2002-2008)
- Sébastien Dewaest (2013-2015)
- Kevin De Wolf (2010-2011)
- Ibrahima Diallo (2006-2010)
- Zakaria Diallo (2010-2011)
- Christophe Diandy (2012-2013*, 2014-...)
- Pascal Dias (2000-2001)
- Alexandre Di Gregorio (2002-2004)
- Nicolas Di Giugno (2008-2009)
- Luciano Ray Djim (1996-2001)
- Mustapha Douai (1996-1998)
- Ištvan Dudaš (2000-2004)
- Gregory Dufer (2001-2004)
- Romain Dutrieux (2007-2008)
- Elvedin Džinič (2011-2013)
- Nemanja Džodžo (2011)

## E
- Eduardo (2000-2003)
- Abdelkrim El Hadrioui (2002-2004)
- Romain Elie (2010-2011*)
- Ali Reza Emamifar (2000-2003)
- Lars Eriksson (1995-1996)
- Luc Ernes (1997-1998)
- Mynor Escoe (2012-2013*)
- Pierre Essers (1985-1986, 1988, 1989-1991)

## F
- Samuel Fabris (2010-2013)
- Adrien Faidherbe (2011-2014)
- Mamadou Fall (2016-2018)
- Mario Fasano (1993-1996, 1998-1999)
- Cedric Fauré (2014-2015)
- Roman Ferber (2015-2016)
- Christopher Fernandez (2001-2004)
- Filip Fiers (1995-1997)
- Ronald Foguenne (2000-2003)
- Gérald Forschelet (2005-2006)
- Guillaume François (2013-2016)
- Peter Franquart (2009-2011*)
- Didier Frenay (1994-1995)
- Ferenc Fülöp (1986-1990)

## G
- Fabien Gallée (2004-2005)
- Jessy Galvez Lopez (2013-2016)
- Imre Garaba (1989-1992)
- Rainer Gebauer (1974-1980)
- Otto Geisert (1970-1971)
- Karel Geraerts (2014-2016)
- Roch Gérard (1989-2000)
- Kamel Ghilas (2014)
- Ali Gholizadeh (2018-...)
- Harlem-Eddy Gnohéré (2011-2014)
- Romain Grange (2018-...)
- Christophe Grégoire (2009*, 2010-2011)
- Grégory Grisez (2009-2011)
- Adlène Guédioura (2009-2010)
- Julien Guerenne (2006-2007)
- Moussa Gueye (2010-2012)

## H
- Habib Habibou (2006-2010)
- Enver Hadžiabdić (1974-1977)
- Nicola Hatefi (2010-2011)
- Gaëtan Hendrickx (2016-...)
- David Henen (2018-...)
- Jules Henriet (1938-1956)
- Roger Henrotay (1975-1976)
- Tony Herreman (2001-2003)
- Malik Hioune (2011-2012)
- Kenneth Houdret (2011-2015)
- Osvaldo Hurtado (1988-1991)

## I
- Mouhsine Iajour (2008-2010)
- Victor Ikpeba (2004)
- Marco Ilaimaharitra (2017-...)

## J
- Čedomir Janevski (1991-1995)
- Omar Jarun (2012-2013)
- Nikola Jerkan (1999-2000)
- Torben Joneleit (2009*, 2009)
- Predrag Jovanović (1997)
- Brice Jovial (2006-2008)
- Miroslav Justek (1980-1982)

## K
- Alexandros Kaklamanos (1999-2000)
- Jordy Kamba (2012-2013)
- Ibrahim Kargbo (2001-2005)
- Onur Kaya (2010-2014)
- Neeskens Kebano (2013-2015)
- Mory-Fallos Keita (2011-2013)
- Fabrice Kelban (2000-2003)
- Mahamoudou Keré (1998-2010)
- Lynel Kitambala (2014-2015)
- Kazimierz Kmiecik (1981-1982)
- Moussa Koita (2010*)
- Aleksandr Kolotilko (2002-2003)
- Evans Kondogbia (2013-2014)
- Charly Konstantinidis (2003-2005)
- Nasredine Kraouche (2004-2006)
- Edi Krnčević (1995-1996)
- Abraham Kumedor (2011-2014)

## L
- Damien Lahaye (2005-2010)
- Bertrand Laquait (2002-2009)
- Grégory Lazitch (2010-2013)
- Leandro (2011-2013)
- Jean-François Lecomte (1999-2001)
- Cristian Leiva (2007-2008*)
- Jan Lella (2009-2010)
- Miklós Lendvai (2001-2004)
- Hernan Losada (2010-2011*)
- Dodi Lukebakio (2017*)
- Patrice Luzi (2006-2007)

## M
- Laurent Macquet (2002-2005)
- Mohammed Mahdavi (2001-2003)
- Chris Makiese (2008-2009*)
- Nebojša Malbaša (1991-1995)
- Parfait Mandanda (2011-...)
- Damien Marcq (2013-2017)
- Marcelão (2009)
- Stergos Marinos (2013-...)
- Stéphane Martine (2001-2002)
- Martos (2011-...)
- Clinton Mata (2014-2017)
- Jacky Mathijssen (1985-1990)
- Ilombe Mboyo (2009-2010)
- John McGinlay (1982-1984)
- Sofiane Meziani (1980-1981)
- Damien Miceli (2007-2010)
- Hemza Mihoubi (2007*)
- Danijel Milićević (2011-2014)
- Branko Milovanović (2001-2003)
- Mehrdad Minavand (2001-2002)
- Jean-Jacques Missé-Missé (1993-1996)
- Massimo Moia (2009-2011)
- Raymond Mommens (1986-1997)
- Rudy Moury (1989-1997)
- Mohamed Mrabet (2013-2014)
- Marijan Mrmic (1999-2000)
- Geoffrey Mujangi Bia (2006-2011)

## N
- Dieumerci Ndongala (2014-2016)
- Michaël N'Dri (2007-2008)
- Christian Negouai (1999-2002)
- Francis N'Ganga (2012-...)
- Adama Niane (2018-...)
- Angelo Nijskens (1991-1992)
- Sotiris Ninis (2016-2017)
- Leon Nollet (1956-1957)
- Omid Noorafkan (2018-...)
- Núrio Fortuna (2017-...)

## O
- Adekanmi Olufade (2003-2004*, 2010-2011)
- Richard Ofori (2011-2012*)
- Sergei Omelianovitch (1994-2001)
- Orlando (2004-2011)
- Victor Osimhen (2018-...*)
- Alassane Ouédraogo (1996-2000)
- Abdelmajid Oulmers (2003-2010)

## P
- Pedro (2011-2012)
- Frédéric Peiremans (1998-1999)
- Nicolas Penneteau (2014-...)
- Jérémy Perbet (2007*, 2015-2016*, 2018-...)
- Pietro Perdichizzi (2010-2011)
- Zsolt Petry (1996-1997)
- Paul Philipp (1980-1983)
- Juan Pablo Pino (2008*)
- Darko Pivaljević (2002)
- David Pollet (2013-2014, 2015-2018)
- Filippo Porco (2007-2009)

## R
- Loris Reina (2003-2006)
- Gauthier Remacle (2000-2003)
- Jordan Remacle (2017-2018)
- Samuel Remy (1992-1999)
- Olivier Renard (1996-2001, 2013-2014*)
- Kaveh Rezaei (2017-2018)
- Juan Pablo Rial (2011)
- Rémi Ribault (2005-2006*)
- Rémy Riou (2018-...)
- Rudy Riou (2011)
- Sergio Rojas (1999-2002)
- Adrien Roman (2004-2006)
- Tomasz Romaniuk (1999-2000)
- Giuseppe Rossini (2012-2015)

## S
- Hossein Sadaghiani (1930-1933)
- Enes Saglik (2014-...)
- Mustapha Sama (2002-2005)
- Mourad Satli (2010-2014)
- Salaheddine Sbai (2002-2009)
- Enzo Scifo (2000-2001)
- Jacques Secretin (1938-1939)
- Willy Semedo (2018)
- Serhij Serebrennikov (2006*)
- Rémi Sergio (2007-2010)
- Jérémy Serwy (2010-2011)
- Michalis Sifakis (2012-2013)
- Franck Signorino (2010-2011)
- Thierry Siquet (2004-2006)
- Rudi Smidts (1997-1998)
- Tim Smolders (2006-2009)
- Matija Smrekar (2011-2012)
- Dennis Souza (2006-2007)
- Jean-Paul Spaute (1959-1970)
- André Stassart (1972-1973)
- François Sterchele (2005-2006)
- Florent Stevance (2015-2017)
- Ranko Stojić (1990-1992, 1994-1995)
- Olivier Suray (1990-1993, 1996-1997)
- Kanfory Sylla (2001-2005)

## T
- Clément Tainmont (2014-2018)
- Ibrahim Tankary (1997-1998)
- Paul Taylor (2010*)
- Alexandre Teklak (1995-1999)
- Steeve Théophile (2005-2006)
- Cyril Théréau (2006, 2008*, 2008-2010)
- Jamal Thiaré (2013-2014)
- René Thirifays (1945-1954)
- Bertin Tokéné (1997-2002)
- Ederson Tormena (2010*, 2010-2014)
- John Tshibumbu (2010-2012)

## U
- Francisco Ugarte (1988-1990)
- Baptiste Ulens (2007-2009)

## V
- Sébastien Van Aerschot (2006-2008)
- Daniel Van Buyten (1997-1999)
- David Vandenbroeck (2008-2010)
- Leo Van Der Elst (1989-1990)
- Peter van de Ven (1986-1989)
- Philippe Vande Walle (1979-1980)
- Maurice van Ham (1997-1999)
- Eric Vanlessen (1983-1984)
- Eric Van Meir (1991-1996)
- Matthijs van Toorn (1972-1978)
- Velimir Varga (2005-2006)
- Christopher Verbist (2011-2012)
- Steve Verelst (2006-2009)
- Jean-Christophe Vergerolle (2011-2013)
- Daniël Vervoort (1982-1983)
- Jonathan Vervoort (2013-2015)
- Rudi Vossen (1985-1987)
- Hari Vukas (2000)
- Hermanni Vuorinen (2010-2012)

## W
- Gary Waddock (1987-1989)
- Steeven Willems (2013-...)
- Laurent Wuillot (1994-1999)
- Marc Wuyts (1990-1993)

## Y
- Yvan Yagan (2011-2012*)
- Dariush Yazdani (2000-2004)

## Z
- Gjoko Zajkov (2015-2016*, 2016-...)
- Ruslan Zanevsky (2007)
- Pär Zetterberg (1991-1993)

RSC Anderlecht ·
Antwerp FC ·
Beerschot AC ·
Beerschot VA ·
KSK Beveren ·
Rupel Boom ·
Cercle Brugge · 
Club Brugge ·
KRC Genk ·
KAA Gent · 
KV Kortrijk ·
OH Leuven ·
Lierse SK ·
RFC de Liège ·
KSC Lokeren ·
Lommel SK ·
KV Mechelen ·
Royal Excel Moeskroen ·
RAEC Mons ·
KV Oostende ·
RFC Seraing ·
STVV ·
Sporting Charleroi ·
Standard Luik ·
AFC Tubize ·
Union SG ·
KVC Westerlo ·
SV Zulte Waregem